# معاهدة سان جيرمان (1919)
معاهدة سان جرمان هي معاهدة وقعت بعد انتهاء الحرب العالمية الأولى في 10 سبتمبر 1919 بين دول الحلفاء المنتصرين والنمسا. بالتوقيع على هذه الاتفاقية، التي كسرت شوكة الإمبراطورية النمساوية المجرية من قبل 27 دولة حليفة ومشاركة. أخّرت رومانيا ويوغوسلافيا التوقيع على هذا الاتفاق، اعتراضًا على ضمانات المعاهدة التي أُعطيت للأقليات، حيث مضت عدة أشهر قبل أن تقتنع الدولتان بالتوقيع على الوثيقة.
وافق البرلمان النمساوي على المعاهدة في 17 أكتوبر 1919، وأصبحت المعاهدة سارية منذ 16 يوليو 1920. ووقعت الولايات المتحدة التي لم توقع على المعاهدة على اتفاق سلام منفصل مع النمسا في 24 أغسطس 1921.
نص الجزء الأول من المعاهدة على أن يمكن للنمسا الانضمام إلى عصبة الأمم بعد فترة كافية من حسن السلوك، بينما يخفض الجزء الثاني من الاتفاقية مساحة النمسا من 297,800 كم² إلى 83,835 كم² فقط. وبذلك انخفض عدد السكان من 30 مليون إلى 6 ملايين، وتضمنت الاتفاقية ثمانية بنود تحفظ استقلال وسلامة الأقليات النمساوية.
أعطت معاهدة سانت جرمان استقلالًا كاملًا لكل من بولندا وتشيكوسلوفاكيا والمجر ويوغوسلافيا. واستطاعت هذه الدول بالإضافة إلى إيطاليا أن تستعيد بعض الأراضي التي كانت تحت سيطرة النمسا قبل الحرب. كما قلصت البنود العسكرية حجم الجيش النمساوي إلى 30,000 جندي، وسمحت بمصنع واحد فقط لإنتاج الأسلحة. كما آل أكثر الأسطول النمساوي ـ المجري إلى الحلفاء، حيث احتفظت النمسا بأربعة قوارب للحراسة فقط.
منعت بنود المعاهدة قيام أي اتحاد بين ألمانيا والنمسا، وبالرغم من ذلك، استطاع هتلر أن يفرض اتحادات مع النمسا عام 1938، وقد ألغت الحرب العالمية الثانية هذه الاتفاقية.

## طالع أيضًا
- الإمبراطورية النمساوية المجريةٍ